# Ирина Билик
Ирина Билик (укр. Ірина Білик, рус. Ирина Билык; рођена 1970. у Кијеву) је украјинска певачица и композиторка. Своју прву песму је написала са само десет година. Године 1995. извела је представу у част председнику Сједињених Америчких Држава, Билу Клинтону. Она је снимила дванаест музичких албума (укључујући и неколико на руском језику и један на пољском), бројне видео-клипове, и даље је активна у музичкој продукцији.
27. октобра 2007. године, Ирина Билик се удала за свог плесног партнера из ТВ емисије „Плесови са звијездама 2", 22-годишњим Дмитром Дикусаром. Церемонија венчања одржана је у Рио де Жанеиру.